# Dinofroz
 (juillet 2021).
Si vous disposez d'ouvrages ou d'articles de référence ou si vous connaissez des sites web de qualité traitant du thème abordé ici, merci de compléter l'article en donnant les références utiles à sa vérifiabilité et en les liant à la section « Notes et références ».
Dinofroz est une série télévisée d'animation italienne en 52 épisodes de 26 minutes, créée par Orlando Corradi et diffusée entre le 10 septembre 2012 et le 1er décembre 2015 sur K2.
En France, elle a été diffusée à partir du 7 janvier 2013 sur Gulli[réf. souhaitée], et au Québec à partir du 6 février 2016 sur Télétoon et Teletoon.

## Synopsis
Quatre amis découvrent une étrange carte, qui les propulse sur une terre préhistorique où les dragons ont pris le pouvoir. Dans ce monde, ils peuvent se transformer en dinosaures pour combattre des dragons. Tom, âgé de 12 ans et ses trois amis::John,Eric et Bob vont devoir tout mettre en œuvre pour sauver le passé et le futur de la tyrannie des maléfiques dragons, et de l’ambition de Neceron, leur seigneur suprême.

## Personnages
- Tom Carter : Il se transforme en Tyrannosaure. Il est le fils de James Carter. Dans la saison 2, il est le seul à pouvoir toujours se transformer grâce à la "dino-montre". Avec cette dernière, il se transforme en Tyrannosaure, en Vélociraptor, en Gigantopithèque et en Smilodon. Plus tard dans la série, il peut également se transformer en Ankylosaure et en Tricératops.
- John : Il se transforme en Smilodon. C'est un acrobate qui vit et travaille dans un cirque. C'est le plus agile du groupe.
- Eric : Il se transforme en Ptérodactyle (bien qu'il ressemble à un Ptéranodon). Il est doué en informatique et technologie.
- Bob : Il se transforme en Tricératops. C'est un bon combattant sous sa forme de dinosaure. Il est surnommé "Grosse tête" par John.
- Le Shaman : Un vieil homme mystérieux qui vient en aide aux Dinofrozs. Parlant toutes les langues, il possède des pouvoirs magiques qu'il utilise pour venir en aide aux Dinofrozs.
- Keira : Une amie de Tom qui vit dans le passé et qui leur vient parfois en aide. Tous les 2 finissent par tomber amoureux l'un de l'autre.
- Nécéron : Seigneur des dragons. Il réduit les humains et les dinosaures en esclavage avec ses dragons, mais connait la prophétie annonçant sa défaite. C'est pourquoi il fait tout ce qu'il peut pour empêcher cette dernière de se réaliser, dont tenter de tuer les Dinofrozs. Nécéron trahira ses trois généraux pour supprimer les Dinofrozs quitte à laisser son royaume et son espèce disparaître. Mais il est vaincu et tué par Tom à la fin de la saison 1.
- Gladius : Général des dragons combattants. Très fidèle à Nécéron, il est rouge comme ses soldats mais plus grand, avec une plus grosse corne et des motifs bleus sur le corps. Indulgent avec ses soldats, il est le plus puissant de sa race.
- Vlad : Général des dragons vampires de couleur bleue. Comme Gladius, il est plus grand que ses soldats en plus d'être différent de ces derniers. Il prend la place de Gladius en tant que préféré de Nécéron, ce qui suscitera une rivalité entre eux. Ils finiront cependant par faire la paix. Il est le seul des 3 généraux à survivre jusqu'à la saison 2.
- Kobrax : Général des dragons serpents. Vert comme ses soldats mais plus grand avec la tête et le corps garnis d'épines. Il est plus sévère que Gladius envers ses soldats. Comme eux, il possède un puissant venin paralysant.
- Treek : Général dissident des dragons qui a été emprisonné par Nécéron pour l'empêcher de révéler au peuple des dragons, qui le croyait en mission, ce qu'il a appris : il a voyagé dans le temps et a découvert que la Terre est toujours gouverné par les Humains et que les dragons n’y existent pas tout ça parce que Nécéron a été incapable de vaincre les Dinofrozs. Il s'échappe et rassemble une armée pour détrôner Nécéron. Mais son armée est vaincue et il est emprisonné à nouveau. Il s'échappera à nouveau grâce à l'aide de son ami le général Vlad pour échapper à son exécution. A la fin de la saison 1, il sauve son ami le général Vlad de la mort et conduit les dragons survivants dans un autre monde. Dans la saison 2, Treek voyage dans le passé après avoir été cloné par des humains, il se baigne dans les bassins de lave sacrés, ce qui le transforma et se renomma Drakemon. Il devient le nouveau seigneur des dragons et prend son ami Vlad comme l'un de ses généraux. A la fin de la saison 2 et tout comme Nécéron avant lui, Drakemon est tué par Tom. Après la mort de Drakemon, le clone de Treek du passé disparaît mystérieusement laissant son sort inconnu.
- James Carter : Père de Tom Carter, paléontologue de renommé, disparu au début de la série ayant découvert l'existence des dragons dans le passé.

## Distribution
- Martial Le Minoux : James Carter
- Alexandre Nguyen : Tom Carter / Vlad
- Manon Azem : Keira
- Peppino Capotondi : Eric (saison 1)
- Hervé Grull : Eric (saison 2)
- Gilbert Lévy : Bob
- Dimitri Rougeul : John
- Franck Sportis

- Direction artistique : Gilbert Lévy
- Société de doublage : Talk Over

## Épisodes

### Saison 1 (2012-2014)
1. L’Origine
2. Le Chaman
3. Les Rockfroz
4. Un Nouvel Ennemi
5. La Terre des Arbres
6. L'Attaque Surprise
7. L'Impitoyable Neceron
8. Le Temple Maudit
9. Prédestiné
10. L'aide inattendue
11. Danger Mortel
12. L’île de la lune
13. A la recherche du Général Treek
14. La révolte des Dragons
15. Double Trahison
16. Un message du passe
17. Un voyage à six
18. Le secret du James
19. Le gardien du lac
20. La fin d'un long sommeil
21. L‘ombre de l'ennemi
22. Mission: Dragon Blanc
23. L'évasion de la dernière chance
24. La dernière éclipse
25. Le face à face
26. La fin du commencement

### Saison 2 (2015)
1. Le Retour des Dinofroz
2. L'attaque de Spideryon
3. Mission Œil du Jurassique
4. La Destinée du Monde
5. Le Rocher des Dinofroz
6. Le Fragment de Firerock
7. Papa ne T'inquiète Pas
8. Au Cœur de la Tempête
9. Le Portail Temporel
10. Retour à Rocketown
11. Le Projet Dominion
12. A Charge de Revanche
13. Un Nouveau Dinofroz
14. La Puissance du Dragon, L'esprit de L'homme
15. Le Traître Démasqué
16. Un Nouvel Allié
17. L'Antre de L'ennemi
18. L'Antre de L'ennemi
19. Hybride Numéro 3
20. Mission Rocketown
21. L'île Volante se Rapproche
22. La Prison de Glace
23. Une Proposition Inattendue
24. De Père en Fils
25. Dans le Ciel de Rocketown
26. Le Dernier Secret